# São Mamede (Lisboa)
São Mamede era una freguesia portuguesa del municipio de Lisboa, distrito de Lisboa.

## Historia
Fue suprimida el 8 de noviembre de 2012, en aplicación de una resolución de la Asamblea de la República portuguesa al unirse con las freguesias de Coração de Jesus y São José, formando la nueva freguesia de Santo António.

## Patrimonio
La freguesia posee valor de gran valor histórico y artístico, ya siendo edificios pre-pombalinos o inmuebles recientes de una arquitectura empresarial que en los últimos años avanza hacia el centro de Lisboa.
São Mamede forma parte de la zona romántica de la ciudad, siendo considerada la «Sétima Colina» que, con ocasión de la Capital Europea de la Cultura en 1994, inventó y conserva el conjunto industrial y habitacional de las Amoreiras. En la freguesia también se encuentran edificios de estilo Art decó y modernistas.